# Marino Qualizza
Marino Qualizza, duhovnik, profesor, teolog, publicist, urednik, narodni delavec, * 6. oktober 1940, Podutana, † 22. maj 2025, Videm.

## Življenje in delo
Marino Qualizza (priimek njegovih prednikov je bil Hvalica, a so ga italijanske oblasti pod fašizmom poitalijančile) se je rodil v slovenski družini v Podutani pri Sv. Lenartu v Benečiji, oče je bil Giovanni, kmet, mati Elena (rojena Duriavig), kmetica. Osnovno šolo je obiskoval v domači vasi, leta 1952 je v nadškofijskem semenišču v Vidmu zaključil gimnazijo in licej. Nato je leta 1961 odšel v Rim študirat teologijo na papeško Univerzo Gregorianio. Diplomiral je leta 1965 in 29. junija istega leta je bil posvečen v duhovnika v videmski stolnici. Leta 1967 je postal poverjeni profesor za klasično jezikoslovje na gimnaziji v nadškofijskem semenišču. Istočasno je nadaljeval študije in je leta 1969 na Gregoriani doktoriral v dogmatiki s tezo Israele nella storia della salvezza secondo san Tommaso d'Acquino (ki jo je leta 1978 izdal v samostojni knjigi v Bresci). Od leta 1970 je bil profesor dogmatike v bogoslovnem semenišču v Vidmu, istočasno je bil ravnatelj Višje teološke šole (Scuola superiore di teologia) v semenišču, leta 1977 je ustanovil in vodil večerno teološko šolo za odrasle; vodil je tudi razne teološke tečaje za laike in redovnice. Leta 1986 je bil med ustanovitelji Visokega inštituta za verske znanosti (Istituto Superiore di Scienze Religiose - ISSR) v Vidmu in njegov prvi direktor, do leta 2011. Poučeval je do leta 2017. Od leta 1989 do leta 2004 je bil član Predsedniškega sveta italijanske teološke zveze (Consiglio di presidenza dell’Associazione teologica italiana). Bil je kanonik videmskega kapitlja, med leti 1984 - 1987 je bil stolni župnik in monsignor v Videmski stolnici. Skoraj do smrti je v Nediških dolinah v Dreki in v Špetru ob nedeljah maševal v slovenščini.
Marino Qualizza je bil izredno ploden publicist. Vpisal se je v časnikarsko zbornico leta 1978 in je redno sodeloval s škofijskim tednikom La Vita Cattolica, pri tem je bilo posebno dragoceno njegovo seznanjanje italijanskih krogov s slovensko beneško problematiko, a pisal je tudi o teoloških tematikah, o družbenih in verskih problemih ter o vprašanjih slovenske narodne skupnosti v videmski pokrajini. Redno je pisal tudi v list Dom, pri katerem je bil od leta 1983 tudi odgovorni urednik. Leta 1981 je predaval na Študijskih dnevih Draga z referatom: 100 let Slovencev ob zahodni narodnostni meji. Leta 1998 je skupaj z duhovnikom Božom Zuanello pri Cankarjevi založbi izdal knjigo Mračna leta Benečije. Leta 2020 je izdal knjigo Benečija naš dom, za katero je tudi prejel nagrado vstajenje (in za življenjsko delo).
Marino Qualizza je bil zelo dejaven član slovenskih organizacij v Benečiji.
Leta 2013 je prejel Černetovo nagrado za svoje nesebično delo v prid slovenske narodne skupnosti.
Leta 2020 ob njegovi 80. letnici mu je uredništvo slovenskih programov deželnega sedeža RAI za Furlanijo Julijsko Krajino posvetilo dokumentarec, ki sta ga posnela Erika in Jure Škrlep.
Leta 2022 mu je takratni predsednik Republike Slovenije Borut Pahor podelil medaljo za zasluge, za dolgoletno neutrudno povezovalnost pri delu za duhovno in narodno rast Slovencev na Videmskem.